# Polyoctacnemus
Polyoctacnemus is een monotypisch geslacht uit de familie Octacnemidae en de orde Phlebobranchia uit de klasse der zakpijpen (Ascidiacea).

## Soorten
- Polyoctacnemus patagoniensis (Metcalf, 1893)